# Bloom-Syndrom
Beim Bloom-Syndrom, welches auch unter dem Begriff kongenitales teleangiektatisches Syndrom bekannt ist, handelt es sich um eine sehr seltene, erbliche Krankheit, die von den Humangenetikern in die Gruppe der so genannten Chromosomenbruchsyndrome eingeordnet wird.
Die Weitergabe der mit dieser Krankheit assoziierten Mutationen folgt einem autosomal-rezessiven Erbgang. Diese Form der Vererbung lässt sich auch bei anderen Chromosomen-Instabilitätssyndromen, wie beispielsweise der Ataxia teleangiectatica (Louis-Bar-Syndrom) oder der Fanconi-Anämie beobachten.

## Epidemiologie
Eine genaue Häufigkeit lässt sich nur schwierig angeben, jedoch weiß man, dass sie in einer bestimmten Bevölkerungsgruppe, den Ashkenazi-Juden, leicht erhöht ist. Man schätzt hier eine Häufigkeit von etwa 1:48.000 und einen Anteil von ca. 0,5 % Heterozygote für die Mutation blmAsh. Allerdings zeigt sich aufgrund des rezessiven Vererbungsschemas so gut wie keine Manifestation bei Heterozygotie.

## Klinik
Betroffene fallen häufig durch für dieses Syndrom charakteristische Gesichtszüge u. a.mit Mikrognathie auf, des Weiteren werden in der Literatur folgende Symptome und Auffälligkeiten beschrieben:
- proportionierter Minderwuchs
- Teleangiektasien der Haut
- Schädeldeformitäten
- hohe Sonnenempfindlichkeit mit Hyper- oder Hypopigmentierungen
- erhöhte Infektneigung aufgrund unterschiedlicher Immundefekte
- erhöhte Rate an Malignomen (beispielsweise Leukämien)

## Ursache
Als ursächlich für das Bloom-Syndrom sind Mutationen im BLM-Gen identifiziert, das für das Bloom-Syndrom-Protein codiert, eine RecQ 3'-5'-Helikase, ein Enzym, welches die Integrität in der Interphase des Zellzyklus überwacht. Mutationen in diesem Bereich führen zu Fehlern bei der Replikation oder Reparatur der DNA. Auch die Rekombination wird auf diese Weise beeinflusst. Dies äußert sich in einer erhöhten Rate von Schwesterchromatidaustauschen (abgekürzt SCE für sister chromatid exchanges), welche mit bestimmten Techniken sichtbar gemacht werden können. Die SCEs stellen eine Art "mitotisches Crossing over" dar, also ein Austausch von Chromosomenbruchstücken unter den einzelnen Schwester-Chromatiden. Es können während einer Mitose teilweise über 50 SCE gleichzeitig beobachtet werden, falls ein Bloom-Syndrom vorliegt. Im Vergleich dazu beläuft sich die Anzahl bei Nichterkrankten auf maximal 6 bis 10 SCE.
Weitere Besonderheiten, die sich beobachten lassen, sind Aberrationen, die zu symmetrischen quadriradialen Figuren führen. Diese lassen sich mit konventionellen zytogenetischen Techniken erfassen. Allerdings sind diese Quadriradiale nicht spezifisch für das Bloom-Syndrom. Sie lassen sich unter anderem auch bei der Fanconi-Anämie beobachten.
Das Auftreten von Micronuclei ist ein Phänomen, was beim Bloom-Syndrom relativ häufig beobachtet wird. Dabei handelt es sich um kleine Ausbuchtungen des Zellkerns, die dabei fast das Ausmaß einer Kernabschnürung annehmen können. In diesen Ausbuchtungen kann genetisches Material in Form von DNA oder RNA enthalten sein.

## Genetische Diagnostik
Die Untersuchung der charakteristischen Veränderungen beim Bloom-Syndrom oder auch bei anderen Chromosomen-Instabilitätssyndromen sind der Prä- und der Postnataldiagnostik zugänglich. Dabei lassen sich mit konventionellen Bänderungs- und Färbemethoden die bereits oben genannten Charakteristika erfassen. Allerdings betrifft die maximale Auflösung hierbei nur 2 bis 5 Megabasenpaare, somit lassen sich die Mutationen nicht direkt identifizieren. Die in der konventionellen Zytogenetik nachweisbaren Veränderungen stellen also nur die aus den Mutationen resultierenden Veränderungen dar. Eine molekulargenetische Untersuchung ist also zusätzlich von besonderer Bedeutung, um eine genaue Aussage über die ursächlichen Veränderungen zu treffen.

## Therapie
Derzeit existiert noch keine kausale Behandlungsstrategie. Die therapeutischen Möglichkeiten beschränken sich auf eine strenge ärztliche Überwachung, um die sich eventuell entwickelnden Malignome frühzeitig zu erkennen. Des Weiteren bedarf es einer speziellen Antibiotikaprophylaxe und -therapie aufgrund der rezidivierenden Infekte. Auch eine besondere Strategie bei der Entwicklung von Impfschemata ist nötig, da beispielsweise Lebendimpfstoffe nur eingeschränkt anwendbar sind und die aktive Immunisierung hier ein besonderes Risiko darstellt.